# Peltthestris tripartita
Peltthestris tripartita är en kräftdjursart som beskrevs av Albert Monard 1924. Peltthestris tripartita ingår i släktet Peltthestris och familjen Thalestridae. Inga underarter finns listade i Catalogue of Life.